# Cícero Alves de França
Cícero Alves de França (Cajazeiras, 13 de março de 1975) é um prelado brasileiro da Igreja Católica, bispo auxiliar da Arquidiocese de São Paulo.

## Biografia
Ele nasceu em 13 de março de 1975 em Cajazeiras, na Paraíba. Estudou filosofia no Centro Universitário Assunção, em São Paulo e teologia, na Pontifícia Faculdade de Teologia Nossa Senhora da Assunção, em São Paulo. Na Pontifícia Universidade Gregoriana de Roma, ele obteve o diploma para os formadores do sacerdócio e a vida consagrada (2008) e a licença na espiritualidade (2009).
Em 7 de março de 2004, ele recebeu a ordenação sacerdotal na Paróquia Nossa Senhora Auxiliadora, pelo cardeal Dom Frei Cláudio Hummes, O.F.M. e foi incardinado na Arquidiocese de São Paulo, em que foi vice-reitor do Seminário de Filosofia Santo Cura D’Ars (2005-2009) e vigário paroquial de São Judas Tadeu (2004- 2005) de São João Batista (2005-2006), em São Mateus (2006-2009) e Nossa Senhora dos Remédios (2009).
Também é professor na Faculdade Pontifícia de Teologia Nossa Senhora da Assunção, colaborador na paróquia Assunção de Nossa Senhora, além de membro do Conselho Presbiteral, do Conselho de Consultores e da Comissão Arquidiocesana para a Proteção dos Menores. A partir de 2010, é reitor do Seminário de teologia do Bom Pastor.
Em 3 de março de 2022, o Papa Francisco o nomeou como bispo auxiliar de São Paulo, com a sua consagração como bispo titular de Missua ocorrida em 8 de maio seguinte, na Catedral Metropolitana de São Paulo, pelas mãos do cardeal Dom Odilo Pedro Scherer, arcebispo de São Paulo, coadjuvado por Dom Fernando José Penteado, bispo emérito de Jacarezinho e por Dom Eduardo Vieira dos Santos, bispo de Ourinhos.
É o atual vigário episcopal para a Região Belém.